# Martin Venix

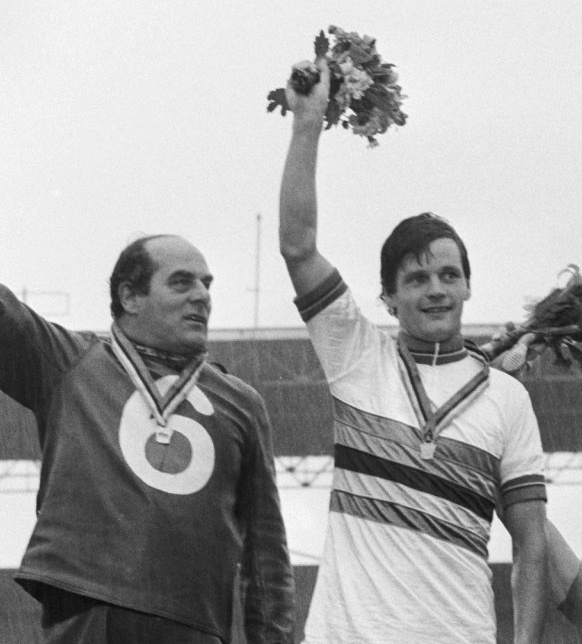
Norbert Koch und Martin Venix, 1979

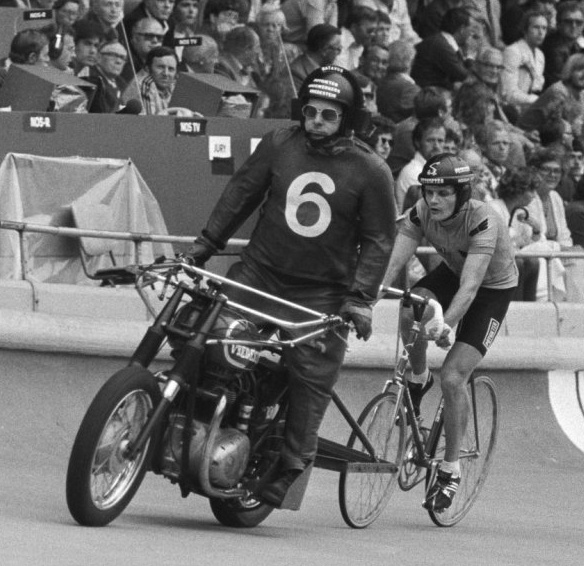
Norbert Koch und Martin Venix, 1979

Martinus „Martin“ Venix (* 4. März 1950 in Tilburg) ist ein ehemaliger niederländischer Bahnradsportler und zweifacher Steher-Weltmeister.

## Sportliche Laufbahn
1974 und 1976 wurde Martin Venix niederländischer Steher-Meister, anschließend trat er zu den Profis über (bis 1985). 1979 und 1982 wurde er Profi-Weltmeister der Steher hinter dem Schrittmacher Norbert Koch. Damit war er der letzte niederländische Steher-Weltmeister aller Zeiten (1994 wurde diese Disziplin von der Union Cycliste Internationale (UCI) aus dem WM-Programm genommen).
Venix errang mehrfach den niederländischen Meistertitel im Steher- wie im Dernyrennen. Zudem stand er bei Europameisterschaften mehrfach auf dem Podium.
Martin Venix nahm auch an 79 Sechstagerennen teil, konnte allerdings niemals gewinnen. Zweimal, 1979 und 1980, belegte er in Montreal den zweiten Platz mit Gerben Karstens. Bei den Amateuren gewann er 1974 das Sechstagerennen in München mit Gerrie Slot als Partner. Beide waren auch beim Amateursechstagerennen in Köln 1974 erfolgreich.

## Ehrungen
Im April 2015 wurde für Martin Venix und seinen Schrittmacher Norbert Koch in Utrecht am Stadion Galgenwaard ein Denkmal enthüllt. Es wurde einem Foto von der Weltmeisterschaft 1979 nachgebildet, bei der Venix von Koch zum WM-Titel geführt wurde. Es ist das erste Denkmal weltweit, das dem Stehersport gewidmet ist.